# Alto Pichigua (distrito)
O distrito peruano de Alto Pichigua  é um dos oito distritos da Província de Espinar, situase no Departamento de Cusco, perteneciente a Departamento de Cusco, Peru.

## Transporte
O distrito de Alto Pichigua é servido pela seguinte rodovia:
- CU-133, que liga o distrito de Pichigua  à cidade de Pallpata
- PE-34G, que liga o distrito de Yauri à cidade de Sicuani (Região de Cusco)  [1][2][3]